# Renault Type HD
Der Renault Type HD war ein Personenkraftwagenmodell der Zwischenkriegszeit von Renault. Er wurde auch 40 CV genannt.

## Beschreibung
Die nationale Zulassungsbehörde erteilte am 9. Mai 1919 ihre Zulassung. Vorgänger war der Renault Type FI. 1920 folgte der Nachfolger Renault Type GX.
Der wassergekühlte Sechszylindermotor mit 100 mm Bohrung und 160 mm Hub leistete aus 7540 cm³ Hubraum 62 PS. Die Motorleistung wurde über eine Kardanwelle an die Hinterachse geleitet. Die Höchstgeschwindigkeit war je nach Übersetzung mit 53 bis 68 km/h angegeben.
Bei einem Radstand von 374,3 cm und einer Spurweite von 145 cm war das Fahrzeug 503,5 cm lang und 176 cm breit. Der Wendekreis war mit 15 Metern angegeben. Das Fahrgestell wog 1450 kg. Zur Wahl standen Torpedo und Limousine.
Der Preis für das Fahrgestell betrug anfangs 30.000 Franc und ab September 1919 38.000 Franc.